# Janusz Kurtyka
Janusz Kurtyka (13 de agosto de 1960 — 10 de abril de 2010) foi um historiador polaco. À época de sua morte era presidente do Instituto da Memória Nacional (Instytut Pamięci Narodowej).
Foi uma das vítimas do acidente do Tu-154 da Força Aérea Polonesa.